# Bernard Chérèze
Ne doit pas être confondu avec Pierre Chérèze.
Bernard Colin dit Bernard Chérèze, né le 7 janvier 1959 à Sainte-Colombe (Rhône) et mort le 23 octobre 2013 dans le 15e arrondissement de Paris, est un directeur artistique français. Il a été directeur de la plate-forme musique des nouveaux médias de Radio France, et directeur de la musique de France Inter jusqu'à 2012.

## Biographie
Après avoir fait ses débuts dans les radios libres dès la libéralisation de celles-ci en 1981, où il est animateur, il rejoint Radio France en 1986. Il est alors animateur dans les radios locales avant de devenir responsable des programmes (Drôme-Ardèche puis Alsace).  En 1995, il devient responsable des programmes de FIP avant de rejoindre France Inter en 1999 en tant que responsable de la programmation musicale de la chaine. En 2002, il devient directeur des programmes de France Inter tout en gardant ses prérogatives de directeur de la programmation musicale. En 2006, Bernard Chérèze quitte la direction des programmes pour se consacrer à l'artistique de France Inter en tant que directeur artistique et directeur de la programmation musicale. La même année, il est décoré par Renaud Donnedieu de Vabres, alors Ministre de la Culture, en qualité de Chevalier des Arts et des Lettres,.
Bernard Chérèze est aussi l'initiateur des grands concerts au studio 104 de Radio France. Cette salle réservée à l'origine aux formations classiques et à l'orchestre philharmonique de Radio France a connu une seconde vie sous son impulsion avec des concerts exceptionnels (et en direct sur France Inter) tels que : Carlos Santana, Joe Cocker, Robert Plant, Norah Jones, Manu Chao, Iggy Pop, Higelin, Camille, -M-, Amadou et Mariam, Gotan Project…
Bernard Chérėze a fait partie dès sa création (2001) du comité artistique du « Prix Constantin ».

## Honneurs
- Chevalier des Art et des Lettres (2006)[7]

- Personnalité de l'Année Musique Info Hebdo 2002[8]

- Prix Spécial Sacem 30 ans de la FM[9],[10]